# Višňov
Višňov este o comună slovacă, aflată în districtul Trebišov din regiunea Košice. Localitatea se află la altitudinea de 131 m deasupra n.m., se întinde pe o suprafață de 4,76 km2 și în 2017 număra 229 de locuitori.

## Istoric
Localitatea Višňov este atestată documentar din 1245.

## Demografie
| An:                | 1994 | 2004   | 2014   | 2024   |
| ------------------ | ---- | ------ | ------ | ------ |
| Număr de persoane: | 240  | 219    | 228    | 246    |
| Diferență:         |      | −8,75% | +4,10% | +7,89% |

| An:                | 2023 | 2024   |
| ------------------ | ---- | ------ |
| Număr de persoane: | 242  | 246    |
| Diferență:         |      | +1,65% |